# 弗朗叙
弗朗叙（法語：Fransu，法語發音：[fʁɑ̃sy]）是法国上法蘭西大區索姆省的一个市镇，属于亚眠区。

## 地理
弗朗叙（50°6'35"N, 2°5'36"E）面积5.64 平方千米，位于法国上法蘭西大區索姆省，该省份为法国北部沿海省份，北起加来海峡省和北部省，西接滨海塞纳省和大西洋英吉利海峡，南至瓦兹省，东临埃纳省。
与弗朗叙接壤的市镇（或旧市镇、城区）包括：博梅斯、栋克尔、弗朗克维尔、梅尼勒栋克尔、里博库尔。

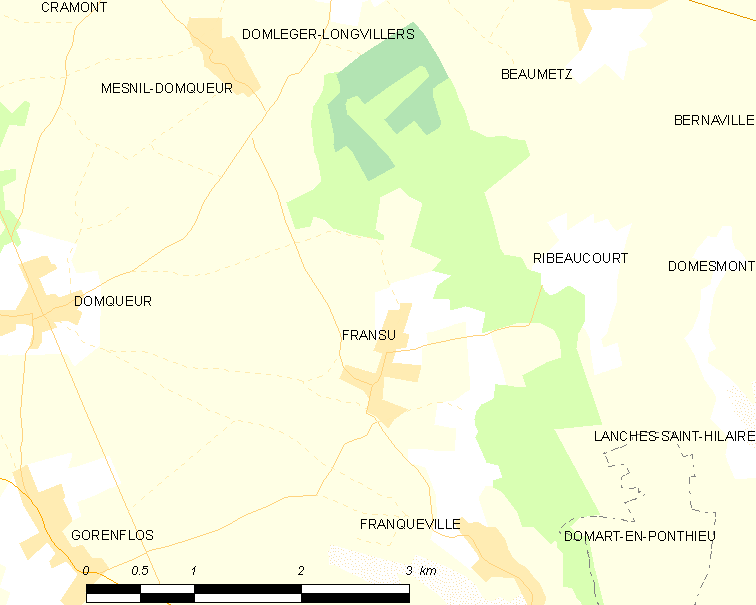
弗朗叙的OSM定位图

弗朗叙的时区为UTC+01:00、UTC+02:00（夏令时）。

## 行政
弗朗叙的邮政编码为80620，INSEE市镇编码为80348。

## 政治
弗朗叙所属的省级选区为弗利克斯库尔县。

## 人口

1962-2008年间弗朗叙人口变化图示

弗朗叙于2022年1月1日时的人口数量为191人。